# Warner Bros. Television Studios
Warner Bros. Television Studios (działające pod nazwą Warner Bros. Television; wcześniej jako Warner Bros. Television Division) – amerykańskie przedsiębiorstwo zajmujące się produkcją i dystrybucją seriali telewizyjnych.
Przedsiębiorstwo zostało założone 21 marca 1955 przez Williama T. Orra.
Od 2015 jest jednym z dwóch największych przedsiębiorstw zajmujących się produkcją telewizyjną.

## Warner Bros. Television Group

Logo używane od 2023 roku

Warner Bros. Television Group nadzoruje i rozwija całe portfolio firm Warner Bros. odpowiedzialnych za produkcję telewizyjną, w tym programy scenariuszowe i nieskryptowane oraz animacje.
Do działów produkcyjnych WBTVG należą m.in.:
- Warner Bros. Television
- Alloy Entertainment
- Blue Ribbon Content
- Warner Bros. Unscripted Television
  - Warner Horizon Unscripted Television
  - Telepictures
  - Shed Media
- Warner Bros. Animation
- Cartoon Network Studios
- Hanna-Barbera Studios Europe
- Warner Bros. International Television Production
- The CW (12.5% udziałów)